# Furcifer angeli
Il camaleonte di Angel (Furcifer angeli (Brygoo & Domergue, 1968)) è un piccolo sauro della famiglia Chamaeleonidae, endemico del Madagascar.
Il nome è un omaggio all'erpetologo francese Fernand Angel (1881-1950).

## Biologia
È una specie ovipara.

## Distribuzione e habitat
L'areale della specie è ristretto al Madagascar nord-occidentale.
Popola aree di foresta decidua secca, da 40 sino 300 m di altitudine.

## Conservazione
La IUCN Red List classifica Furcifer angeli come specie a basso rischio (Least Concern).
La specie è inserita nella Appendice II della Convention on International Trade of Endangered Species (CITES).
La specie è presente all'interno del Parco nazionale di Ankarafantsika, del Parco nazionale della Baia di Baly e della Riserva naturale integrale Tsingy di Namoroka.